# Франклін (селище, Нью-Йорк)
Франклін (англ. Franklin) — селище (англ. village) в США, в окрузі Делавер штату Нью-Йорк. Населення — 258 осіб (2020).

## Географія
Франклін розташований за координатами 42°20′39″ пн. ш. 75°9′59″ зх. д. / 42.34417° пн. ш. 75.16639° зх. д. (42.344190, -75.166450).  За даними Бюро перепису населення США в 2010 році селище мало площу 0,89 км², з яких 0,88 км² — суходіл та 0,02 км² — водойми.

## Демографія
Згідно з переписом 2010 року, у селищі мешкали 374 особи в 153 домогосподарствах у складі 102 родин. Густота населення становила 418 осіб/км².  Було 200 помешкань (223/км²).
Расовий склад населення:
| - 96,3 % — білих - 1,1 % — чорних або афроамериканців - 0,3 % — азіатів |

До двох чи більше рас належало 2,4 %. Частка іспаномовних становила 1,6 % від усіх жителів.
За віковим діапазоном населення розподілялося таким чином: 21,7 % — особи молодші 18 років, 63,9 % — особи у віці 18—64 років, 14,4 % — особи у віці 65 років та старші. Медіана віку мешканця становила 42,0 року. На 100 осіб жіночої статі у селищі припадало 93,8 чоловіків;  на 100 жінок у віці від 18 років та старших — 91,5 чоловіків також старших 18 років.
Середній дохід на одне домашнє господарство  становив 56 016 доларів США (медіана — 46 944), а середній дохід на одну сім'ю — 60 870 доларів (медіана — 47 417). За межею бідності перебувало 12,8 % осіб, у тому числі 18,2 % дітей у віці до 18 років та 12,7 % осіб у віці 65 років та старших.
Цивільне працевлаштоване населення становило 151 особа. Основні галузі зайнятості: освіта, охорона здоров'я та соціальна допомога — 30,5 %, публічна адміністрація — 12,6 %, науковці, спеціалісти, менеджери — 11,3 %.